# Amantadine
Amantadine (IUPAC: 1-aminoadamantaan; Merknaam: Symmetrel®) is een geneesmiddel dat vooral gebruikt wordt tegen de ziekte van Parkinson. De eerste registratie was als geneesmiddel tegen het influenzavirus. Deze medische toepassing is bijna geheel verlaten. De werking van amantadine is nog niet geheel duidelijk. 
Vermoedelijk werkt het door een effect op de synthese, vrijzetting of heropname van dopamine, zodat er meer dopamine beschikbaar is in de synaps. Hierdoor kan zich per tijdseenheid meer dopamine aan de betreffende receptoren binden.
Amantadine remt ook het binnendringen van het influenza A2-virus en was het eerste geneesmiddel dat op 8 januari 1969 geregistreerd werd als werkzaam tegen het Influenzavirus A. Het heeft bij influenza zowel profylactische als genezende werking. het Farmacotherapeutisch Kompas spreekt alleen nog over de profylactische werking bij Influenza A.

## Farmacologie
De mens kan amantadine makkelijk opnemen; het kan door de bloed-hersenbarrière heen. Er zijn geen sporen van metabolieten te vinden; 90% van de toegediende dosis wordt onveranderd teruggevonden in de urine.
Na een eenmalige dosis van 100 mg wordt na circa vier uur de hoogste concentratie amantadine in het bloed bereikt. De gemiddelde halveringstijd bedraagt ongeveer 15 uur.